# ARA Veinticinco de Mayo (C-2)
El ARA Veinticinco de Mayo (C-2), a veces citado como ARA 25 de Mayo (C-2), fue uno de los dos cruceros pesados de la clase Almirante Brown de la Armada Argentina. Fue puesto en gradas en 1929, botado en 1930 y asignado en 1931.

## Construcción y características
Fue construido por el astillero italiano Orlando a fines de la década de 1920. Entró en servicio con la Armada en 1931 junto con el ARA Almirante Brown. Tenía 9000 t de desplazamiento, 170,8 m de eslora, 17,82 m de manga y 17,4 m de calado. Propulsado por 2 (dos) turbinas de engranajes con 32 nudos. Sus armas eran 6 (seis) cañones de 190 mm, 12 (doce) de 100 mm, 6 (seis) de 40 mm y 6 (seis) tubos lanzatorpedos de 533 mm.

## Historia de servicio
De 1936 a 1937 el 25 de Mayo cumplió en aguas de Alicante socorro de refugiados de la guerra civil en España.
En 1948 fue parte del viaje al «mar de la Flota» (estrecho de Bransfield) junto al crucero pesado Brown y los destructores Cervantes, Entre Ríos, Mendoza, Misiones, Santa Cruz y San Luis.
El 24 de marzo de 1960 fue radiado de la flota. Fue vendido en 1962 a un particular de Italia; fue desguazado y fundidas sus piezas.